# Liste von Persönlichkeiten der Stadt Santiago de Cuba
Diese Liste enthält in Santiago de Cuba geborene Persönlichkeiten; ob sie im Weiteren in Santiago gewirkt haben, ist ohne Belang. Sonstige Persönlichkeiten mit Bezug zur Stadt sind darunter aufgeführt. Die Liste erhebt keinen Anspruch auf Vollständigkeit.

## Söhne und Töchter von Santiago de Cuba

### Bis 1930
- José María Heredia (1803–1839), Poet
- Mariana Grajales (1815–1893), Freiheitskämpferin der Unabhängigkeitskriege, Mutter Antonio Maceos
- Guillermo Moncada (1840–1895), General der kubanischen Unabhängigkeitsbewegung und Oberbefehlshaber für die Provinz Oriente
- José-Maria de Heredia (1842–1905), französischer Schriftsteller
- Paul Lafargue (1842–1911), kubanisch-französischer Sozialist und Arzt
- Antonio Maceo (1845–1896), General im Unabhängigkeitskrieg
- Emilio Bacardí Moreau (1844–1922), Sohn des Begründers der Bacardi-Rumbrennerei, Bürgermeister von Santiago[1]
- Pepe Sánchez (1856–1918), Musiker, Sänger und Komponist; Vater der Trova und als Schöpfer des kubanischen Bolero
- Máximo Arrates Boza (1859–1936), panamaischer Komponist
- José Giral Pereira (1879–1962), spanischer Politiker und ehemaliger Ministerpräsident Spaniens
- Ñico Saquito (1902–1982), Komponist und Sänger
- Eduardo Chibás (1907–1951), Politiker, Gründer der Orthodoxen Partei
- Compay Segundo (1907–2003), Musiker (Buena Vista Social Club)
- Víctor Cruz (1908–1998), Sänger, Bassist und Komponist; Pionier kubanischer und lateinamerikanischer Musik in Deutschland
- Desi Arnaz (1917–1986), Musiker, Schauspieler, Komiker und Fernsehproduzent, der vor allem in den USA große Erfolge feierte
- Reynaldo Creagh (1918–2014), Sänger
- Harold Gramatges (1918–2008), Komponist und Kompositionslehrer
- Olga Guillot (1922–2010), Sängerin
- José Ramón Fernández Álvarez (1923–2019), Politiker und Militär
- Ibrahim Ferrer (1927–2005), Sänger im Buena Vista Social Club
- Marçal Cervera (1928–2019), katalanischer Cellist
- Vilma Espín (1930–2007), Ehefrau von Raúl Castro und Präsidentin des Bundes Kubanischer Frauen
- Evelio Planas (* 1930), Sprinter und Mittelstreckenläufer

### 1931 bis 1960
- José Ramón Balaguer Cabrera (1932–2022), Politiker und Revolutionär
- Frank País (1934–1957), Revolutionär
- Antón Arrufat (1935–2023), Dramaturg und Schriftsteller
- Alcides Sagarra (* 1936), Boxtrainer
- Carlos Fernández Gondín (1938–2017), Politiker, Militär und Revolutionär
- Enrique Figuerola (* 1938), Leichtathlet und Olympiateilnehmer
- Abelardo Colomé Ibarra (* 1939), Politiker (PCC)
- Jorge Mas Canosa (1939–1997), einflussreicher Unternehmer und politischer Aktivist in den USA
- La Lupe (1936–1992), Sängerin
- José Nápoles (1940–2019), kubanisch-mexikanischer Boxer
- Miguelina Cobián (1941–2019), Leichtathletin
- Héctor Casanova (1942–2007), Sänger und Komponist
- José Armando Guerra Menchero (1942–2007), Botschafter
- John Dew (* 1944), britischer Opernregisseur und Intendant
- Danilo Orozco (1944–2013), Musikwissenschaftler und -pädagoge
- Rita Marley (* 1946), jamaikanische Reggaemusikerin
- Eliades Ochoa (* 1946), Gitarrist und Sänger (Buena Vista Social Club)
- Rolando Garbey (1947–2023), Boxer
- Rolando Antonio Pérez Fernández (* 1947), Musikwissenschaftler und Cellist
- Higinio Vélez (1947–2021), Baseballtrainer
- Juan Morales (* 1948), Hürdenläufer und Sprinter
- Enrique Regüeiferos (1948–2002), Boxer
- Marcia Garbey (1949–2024), Weit- und Hochspringerin, Sprinterin und Fünfkämpferin
- Tomás Herrera (1950–2020), Basketballspieler
- Alberto Juantorena (* 1950), Leichtathlet und Olympiasieger
- Douglas Rodríguez (1950–2012), Boxer
- Carmen Romero (* 1950), Diskuswerferin und Kugelstoßerin
- José Villa Soberón (* 1950), Künstler und Professor
- Manuel Barrueco (* 1952), klassischer Gitarrist und Professor im Conservatorio de Peabody
- Emilio Correa Vaillant (* 1952), Boxer
- Juan Ferrer (1955–2015), Judoka
- Daniel Núñez (* 1958), Gewichtheber
- Jorge Pupo (* 1960), Schauspieler, Synchronsprecher und Produzent
- Juan Torres Odelin (* 1960), Boxer im Halbfliegengewicht

### 1961 bis 1980
- Omar Puente (* 1961), Jazz- und Latinmusiker
- Raúl Cascaret (1962–1995), Ringer
- Agustín Pavó (* 1962), Sprinter
- Carlos Santiago Espada Moisés (Charles Ashenoff; * 1964), besser bekannt als Konnan, Wrestler
- Mercedes Calderón (* 1965), Volleyballspielerin
- Orlando Zapata (1967–2010), Dissident
- Hermenegildo García (* 1968), Florettfechter
- Faizon Love (* 1968), US-amerikanischer Schauspieler
- Francisco Álvarez Cutiño (* 1969), Beachvolleyballspieler
- Israel Hernández (* 1970), Judoka
- Ramón Garbey (* 1971), Boxer
- Román Filiú (* 1972), Jazzmusiker (Saxophon)
- Iván García (* 1972), Sprinter
- Diosbelys Hurtado (* 1973), kubanisch-spanischer Boxer
- Aruán Ortiz (* 1973), Jazzpianist
- Amarilis Savón (* 1974), Judoka
- Sibelis Veranes (* 1974), Judoka
- Raynier Casamayor Griñán (* 1975), bekannt als El Médico,  Musiker und praktizierender Arzt
- Diadenis Luna (* 1975), Judoka
- William Vivanco (* 1975), Singer-Songwriter der jüngsten Generation der Nueva Trova
- Anier García (* 1976), Leichtathlet
- José Antonio Guerra (* 1979), Wasserspringer
- Yurisel Laborde (* 1979), Judoka und zweifache Weltmeisterin
- René Montero (* 1979), Ringer
- Yordanis Despaigne (* 1980), Boxer

### Ab 1981
- Arnold Alcolea (* 1982), Radrennfahrer
- Yoandri Betanzos (* 1982), Dreispringer
- Adriana Muñoz (* 1982), Mittelstreckenläuferin
- Jorge Vistel (* 1982), Jazzmusiker
- Geandry Garzón Caballero (* 1983), Ringer
- Mabel Gay (* 1983), Leichtathletin
- Libania Grenot (* 1983), kubanisch-italienische Leichtathletin
- David Virelles (* 1983), Jazzpianist
- Maikel Vistel (* 1983), Jazzmusiker
- Arnie David Giralt (* 1984), Dreispringer
- Daynellis Montejo (* 1984), Taekwondoin
- Alexis Copello (* 1985), Dreispringer
- Carlos Banteur (* 1986), Boxer
- Arisnoide Despaigne (* 1986), Boxer
- Roberto Janet (* 1986), Hammerwerfer
- Yaniuvis López (* 1986), Kugelstoßerin
- Yordenis Ugás (* 1986), Boxer
- Noel Ruíz (* 1987), Sprinter
- Leonel Suárez (* 1987), Zehnkämpfer
- Robelis Despaigne (* 1988), Taekwondoin
- Sándor Szalontay (* 1990), ungarischer Radsportler
- Yaimeisi Borlot (* 1991), Sprinterin
- Yaimé Pérez (* 1991), Diskuswerferin
- Annia Rivera (* 1991), Wasserspringerin
- Ismael Borrero Molina (* 1992), Ringer
- Rafael Alba (* 1993), Taekwondoin
- Wilfredo León (* 1993), kubanisch-polnischer Volleyballspieler
- Zurian Hechavarría (* 1995), Hürdenläuferin
- Manrique Larduet (* 1996), Kunstturner
- Luis Zayas (* 1997), Hochspringer
- Maykel Massó (* 1999), Weitspringer
- Lester Lescay (* 2001), Weitspringer

## Sonstige Persönlichkeiten, die vor Ort gewirkt haben
- Rodrigo de Bastidas (≈1460–1527), spanischer Eroberer; starb in Santiago
- Diego Velázquez de Cuéllar (1465–1524), spanischer Eroberer und Gouverneur von Kuba für die spanische Krone
- Esteban Salas y Castro (1725–1803), Komponist und Kirchenmusiker
- Francesco Antommarchi (1780–1838), letzter Leibarzt Napoleon Bonapartes: starb in Santiago und ist dort begraben
- Facundo Bacardí (1814–1886), Gründer der Destillerie Bacardi in Santiago
- Tomás Estrada Palma (1835–1908), kubanischer Politiker und von 1902 bis 1906 der erste Präsident der Republik Kuba
- Hermann Michaelsen (1851–1928), deutscher Kaufmann und Konsul in Santiago
- Mario García Menocal (1866–1941), Politiker; von 1913 bis 1921 dritter Präsident Kubas
- Fidel Castro (1926–2016), ehemaliger Präsident Kubas; ging in Santiago zur Schule und ist dort begraben
- Abel Santamaría (1927–1953), Führer der Kubanischen Revolution
- Raúl Castro (* 1931), ehemaliger Präsident Kubas; ging in Santiago zur Schule
- Wilman Villar Mendoza (1980–2012), Dissident und politischer Gefangener, der an den Folgen eines Hungerstreiks starb
- Marco Misciagna (* 1984), italienischer Geiger und Bratschist, wurde der Titel Ehrengast der Stadt Santiago de Cuba verliehen